# 김숨
김숨(1974년~ )은 대한민국의 소설가이다. 본명은 김수진이다.

## 연보
1997년 대전일보 신춘문예에 <느림에 대하여>가, 1998년 문학동네신인상에 <중세의 시간>이 각각 당선되어 문단에 나왔다. 소설집으로 <투견>, <침대>, <간과 쓸개>, 장편소설로 <백치들>, <철>, <나의 아름다운 죄인들>. <물>, <노란 개를 버리러>가 있으며, 2006년 대산창작기금을 수혜했다. 허균문학작가상(2012), 현대문학상(2013), 대산문학상(2013), 이상문학상(2015)을 수상했다. 현재 ‘작업’ 동인으로 활동 중이다.

### 수상 경력
- 2012년 허균 문학작가상 - 〈노란개를 버리러〉[2]

- 2013년 58회 현대문학 - <그 밤의 경숙>[3]
- 2015년 제 39회 이상문학상 수상

## 작품목록

#### 장편소설
- 2006년 첫 번째 장편소설 <백치들> (랜덤하우스코리아) 출간[4]
- 2008년 두 번째 장편소설 <철> (문학과지성사) 출간.[5]
- 2009년 세 번째 장편소설 <나의 아름다운 죄인들> (문학과지성사) 출간.
- 2010년 네 번째 장편소설 <물> (자음과모음) 출간.[6]
- 2011년 다섯 번째 장편소설 <노란 개를 버리러> (문학동네) 출간.[7]
- 2013년 여섯 번째 장편소설 <여인들과 진화하는 적들> (현대문학) 출간.
- 2015년 일곱 번째 장편소설 <바느질하는 여자> (문학과지성사) 출간.
- 2016년 여덟 번째 장편소설 <L의 운동화> (민음사) 출간.
- 2016년 아홉 번째 장편소설 <한 명> (현대문학) 출간.
- 2017년 열 번째 장편소설 (편지소설) <너는 너로 살고 있니> (마음산책) 출간.
- 2018년 열한 번째 장편소설 <흐르는 편지> (현대문학) 출간.
- 2018년 열두 번째, 열세 번째 장편소설 (일본군'위안부' 길원옥, 김복동 할머니 증언소설) <군인이 천사가 되기를 바란 적이 있는가>, <숭고함은 나를 들여다보는 거야> (현대문학) 출간.

#### 소설집
- 2005년 첫 번째 소설집 《투견》(문학동네) 출간.
- 2007년 두 번째 소설집 《침대》(문학과지성사) 출간.[8]
- 2011년 세 번째 소설집 《간과 쓸개》(문학과 지성사) 출간.[9]
- 2014년 네 번째 소설집 《국수》(창비) 출간.
- 2017년 다섯 번째, 여섯 번째 소설집 《당신의 신》, 《나는 염소가 처음이야》(문학동네) 출간.

## 참고자료
- 이 문서는 한국문학번역원 도서관 <2012 작가소개자료 제작 사업>을 통해 작성된 내용입니다.